# AGO Flugzeugwerke
Pour les articles homonymes, voir AGO.
AGO Flugzeugwerke est une entreprise de construction aéronautique allemande, active de 1934 à 1945. Le sigle AGO servit d'abréviation pour plusieurs désignations au cours de l'histoire de la société. À la fin de la Seconde Guerre mondiale, il signifiait Apparatebau GmbH Oschersleben (approximativement : Société de construction de matériels de Oschersleben ARL). Au plus fort de la production, elle employait 4 500 personnes.
En 1934, un grand groupe métallurgique allemand construit à Oschersleben/Bode une usine destinée à produire sous licence d’autres industriels allemands des avions. Baptisée AGO Flugzeugwerke GmbH, la nouvelle entreprise se dote d’un petit bureau d’études confié à l’ingénieur Johann Müller, qui réalise le bimoteur de transport léger Ao 192. Les Ao 193 et Ao 225 (bimoteur de chasse lourde répondant au même programme que les Arado Ar 240 et Messerschmitt Me 210) ne dépassèrent pas le stade de la planche à dessins.
Si AGO Flugzeugwerke GmbH, sans lien avec A.G.O., n’eut pas de succès avec ses propres réalisations, elle fut un sous-traitant zélé pour divers avionneurs plus en vue du Troisième Reich.

## Historique
Cette société avait été fondée en 1911 à Munich sous la désignation Flugmaschinenwerke Gustav Otto (usine de machines volantes Gustav Otto) par le pionnier de l’aviation (brevet de pilote n° 34) et constructeur de moteurs Gustav Otto, qui n’était autre que le fils du co-inventeur du moteur à quatre temps Nikolaus Otto) avec un autre pionnier, Alberti. Comme cela était courant à l’époque, l’usine possédait aussi une école de pilotage. L’un des élèves d’Otto fut l’as Ernst Udet. Son ingénieur en chef, Gabriel Letsch, conçut un biplan mû par une hélice propulsive placée à l’arrière et un fuselage en treillis qui devint très vite l’avion standard de l’aviation militaire bavaroise. Sa motorisation consistait en un moteur de 100 ch de sa propre fabrication. L’appareil fut désigné AGO(Aviatiker Gustav Otto, aviateur G.O.). En 1912, il fonda une filiale à Berlin-Johannisthal, qui devint sous la direction d'Elisabeth Woerner et de Hermann Fremery une entreprise indépendante appelée AGO Flugzeugwerke. Au début de la Première Guerre mondiale, AGO s’efforça d’obtenir des contrats militaires avec des avions de reconnaissance de sa propre conception. Son premier modèle fut le biplan à hélice propulsive AGO C.1 dû au dessinateur A. Haefeli. Il fut réalisé en une petite série à Berlin-Johannisthal. Son plus grand succès fut l’AGO C.IV créé en 1916 et construit en 70 exemplaires mais qui n’était pas du tout apprécié des pilotes.
L’usine de Munich de Gustav Otto fut absorbée en 1916 par la société nouvellement fondée Bayerische Flugzeugwerke AG (constructions aéronautiques bavaroises). Lui-même créa peu après avec Josef Schnittisser une nouvelle société appelée à son tour AGO (cette fois pour Aktiengesellschaft Gustav Otto, société anonyme G. O.) à Oschersleben où il réalisa des éléments pour d’autres constructeurs. À la suite de la défaite de l’Allemagne, il se lança dans la construction automobile. La société berlinoise fut radiée du registre commercial en 1919 et Otto se retira également de l’entreprise de Oschersleben. Il vécut auprès du lac de Starnberg où il mourut en 1926. La société fit faillite la même année et le terrain de 20 ha fut acheté par la société Sudenburger Maschinenfabrik und Eisengiesserei AG (société de fabrication de machines et fonderie de Sudenburg). Cette société dut fermer ses portes en 1928 et fut vendue aux enchères en 1930.
La production fut arrêtée pendant quelques années jusqu’au jour où le gouvernement acheta les halls et rebaptisa le site Apparatebau GmbH Oschersleben dans le but d’y construire des avions sous licence. Les premières commandes que reçut l’usine portaient sur la fabrication de 36 chasseurs Arado Ar 65, 197 avions-écoles avancés Arado Ar 66 et 77 chasseurs Heinkel He 51 et le premier –sans doute un Ar 65– fit son premier vol le 1er mai 1935. Par la suite, une commande de 140 avions de bombardement en piqué (Sturzkampfflugzeug, « Stuka ») Henschel Hs 123, inaugura la construction d’avions entièrement métalliques chez AGO. Les derniers exemplaires furent livrés fin 1937. Par la suite l’usine produisit 241 avions d’entraînement de type Gotha Go 145 et 187 Arado Ar 96. L’usine reçut également en 1937 une commande de 150 avions de reconnaissance de type Henschel Hs 126 qui fut portée en 1938 à 390 exemplaires. On ne sait combien furent effectivement réalisés. De mars 1937 au même mois de l’année suivante, AGO produisit aussi 121 avions-école Focke-Wulf Fw 44. Au commencement de l’année 1938, les premiers chasseurs Messerschmitt Bf 109 entrèrent en production (version D, 128 exemplaires), puis en version E et F, jusqu’à ce que le Focke-Wulf Fw 190, dans ses versions sans cesse améliorées, y représente l’essentiel de la fabrication à partir de 1941.
En 1035, un bureau d’études propre avait été créé. Un avion de transport de passagers concurrent du Siebel Fh 104 y fut développé, l’Ao 192 Kurier en 1937, mais construit seulement en 7 exemplaires. Un projet d'avion de combat (Zerstörer) appelé Ao 225 vit aussi le jour mais ne dépassa pas le stade de la maquette de soufflerie. Même le n° de type (225) fut retiré et réattribué à la société Focke-Achgelis.
À partir de juillet 1943, les bombardements alliés commencèrent à détruire peu à peu les usines. En 1947, les troupes soviétiques dynamitèrent ce qui restait encore des usines de la société AGO.

## Sources
- Peter Supf, Das Buch der Deutschen Fluggeschichte, Bände I und II (Histoire aéronautique de l’Allemagne, tomes I et II (de))
- Uwe Schmidt, AGO-Flugzeugwerke Oschersleben (Les usines aéronautiques AGO de Oschersleben (de))
- Flugzeuglieferpläne des RLM LC II (Plannings de livraison du RLM, LC II (de))